# Charlie Christina Martin
Charlie Martin, née le 24 août 1981 à Leicester, est une pilote automobile britannique, engagée en British GT Championship dans la catégorie Ginetta GT5 Challenge. 

## Carrière

### Championnat d'Europe de la montagne
Martin commence sa carrière en 2006 dans le Hillclimb Leaders Championship, qui fait partie du British Hill Climb Championship en pilotant une Peugeot 205 avant de participer au Championnat d'Europe de la montagne en 2014, conduisant une Formule Renault et d'une Norma M20FC. Martin participe au Trophée Tourisme Endurance en novembre 2017 aux côtés du coureur français Nicolas Schatz, remportant la troisième place lors de sa première sortie en endurance sur le circuit des 24 Heures. 
En 2017, elle participe à la Race of Remembrance, un événement d'endurance qui recueille des fonds pour l'association caritative Mission Motorsport. Au sein de l'équipe PT Sportscars, Martin termine deuxième de la classe B. 

### Ginetta GT5 Challenge
En 2018, Martin rejoint l'équipe Richardson Racing pour participer au Ginetta GT5 Challenge, qui fait partie du British GT Championship ,. Au cours de la saison, elle a également effectué son premier essai de machines de course d'endurance LMP3 sur le circuit de Chambley avec l'équipe Racing Experience dans une Ligier JS P3. En juillet 2018, Martin a été annoncé comme membre du club des conducteurs de l'Electric Production Car Series.

### Michelin Le Mans Cup
Le 28 février 2019, Martin annonce qu'elle participe à la Michelin Le Mans Cup 2019. Cela marque ses débuts en course prototype, rejoignant les frères luxembourgeois Gary et David Hauser dans l'équipe Racing Experience. Martin participe avec une voiture Norma M30 LMP3 de 5 litres et 420 chevaux. 
Elle et son équipe ont terminé en 4e place lors de ses débuts sur le circuit Paul Ricard.

### VLN
Le 18 mars 2020, Martin annonce qu'elle participera au Championnat d'Allemagne VLN, qui comprendra sa première course de 24 heures. Elle conduira une BMW M240i dans la série pour l'équipe Adrenalin Motorsport.

## Vie personnelle
Elle est l'arrière-petite-fille de l'ingénieur Percy Martin et copropriétaire de la société de machines-outils qu'il a fondé en 1921. 
Comme femme trans, elle a utilisé son statut de pilote de course de premier plan pour sensibiliser aux droits des personnes LGBT. Elle a été influencée par la mannequin trans Caroline Cossey, et a déclaré : « Elle était une véritable pionnière pour la communauté trans et je m'en souviens clairement. Ce fut un énorme moment "eureka" de "c'est ce que je dois faire". J'avais seulement sept ans ». 
Lors du Ginetta GT5 Challenge 2018 et de la British GT round à Silverstone, elle a mené une campagne pour que les pilotes courent avec des autocollants arc-en-ciel sur leurs voitures afin de marquer le mois de la fierté et de montrer leur soutien à l'égalité et à la diversité dans le domaine,. 
Elle a appelé à la normalisation de la représentation des LGBT dans le sport automobile dans le cadre d'un plus grand effort vers l'égalité des sexes dans les courses. S'adressant à Motor Sport en juin 2018 à propos de sa candidature pour devenir le premier pilote de course transgenre à courir aux 24 Heures du Mans, elle a commenté : « Les gens diront que cela ne devrait pas être un gros problème qu'un pilote soit transgenre, mais je pense que c'est important que les personnes occupant ces postes doivent être visibles. Les gens de la communauté LGBT sont dans tous les sports et tous les horizons, et ils inspirent et encouragent les autres ». 
Elle a été annoncée comme le premier ambassadeur des sports de Stonewall dans le cadre de la campagne Rainbow Laces de l’organisme caritatif, rejoignant des ambassadeurs célèbres tels qu'Alan Carr, Nicole Scherzinger et Paris Lees pour représenter la campagne.
Elle est également devenue la première pilote de course à rejoindre le programme des ambassadeurs d'Athlete Ally, en partenariat avec l'association en mai 2019 et en déclarant : « J'espère montrer qu'une carrière dans le sport automobile est possible quelle que soit l'identité de genre. Il y a une place pour tout le monde dans la communauté sportive et c'est autant le cas dans la course automobile, le golf ou sur un terrain de football ».
En juin 2019, Charlie a été déclarée comme ambassadeur de la Racing Pride, une initiative développée en partenariat avec Stonewall UK pour promouvoir l'inclusion LGBT+ dans l'industrie du sport automobile et parmi ses partenaires technologiques et commerciaux.